# Naoki Ishikawa (photographe)
Pour les articles homonymes, voir Naoki Ishikawa et Ishikawa.
Naoki Ishikawa est un photographe japonais né à Tokyo le 30 juin 1977. Ishikawa a beaucoup voyagé et a présenté ses photographies prises lors de ses voyages. En 2001, il atteint le sommet du mont Everest et battu le record de la plus jeune personne à avoir gravi les plus hautes montagnes sur les 7 continents.
Il est lauréat de l'édition 2010 du prix de photographie de Sagamihara.